# 하우리
하우리는 1998년 설립된 대한민국의 컴퓨터 보안 솔루션 개발 회사이다. 2002년 코스닥에 상장되었다. 주요 사업은 컴퓨터 바이러스의 진단, 치료, 백신치료그램 개발, 시스템 및 데이터 복구 시스템 지원 등이다.
하우리는 1998년에 세계 최초로 중앙관리형 바이러스 방역솔루션 'VMS 1.0'을 선보였다. 'VMS 1.0'는 출시 이후 14년 간 공공기관, 일반기업 등에 도입되었고, VB100, CC인증 등 공신력 있는 다양한 인증 획득을 통해 그 기술력을 검증받았다. 이후 'VMS 1.0'을 업그레이드한 'VMS 4.0(바이로봇 매니지먼트 시스템 4.0)'은 한국정보통신기술협회(TTA)로부터 GS(Good Software)인증을 획득했다.